# Swartzia fistuloides
Swartzia fistuloides là một loài rau đậu thuộc họ Fabaceae.
Nó được tìm thấy ở Angola, Cameroon, Cộng hòa Congo, Cộng hòa Dân chủ Congo, Bờ Biển Ngà, Guinea Xích Đạo, Gabon, Ghana, and Nigeria.
Nó bị đe dọa do mất môi trường sống.